# Кастелето ди Брандуцо
Кастелето ди Брандуцо (итал. Castelletto di Branduzzo) је насеље у Италији у округу Павија, региону Ломбардија.
Према процени из 2011. у насељу је живело 1023 становника. Насеље се налази на надморској висини од 66 м.

## Становништво
| 1936. | 1951. | 1961. | 1971. | 1981. | 1991. | 2001. | 2011. |
| ----- | ----- | ----- | ----- | ----- | ----- | ----- | ----- |
| 1.427 | 1.351 | 1.353 | 1.129 | 1.039 | 1.070 | 1.023 | 1.037 |